# Chiesa di Santa Maria Assunta (San Paolo, Italia)
La chiesa di Santa Maria Assunta è un edificio di culto cattolico nel comune italiano di San Paolo, in provincia e diocesi di Brescia. Fino al 1965 fu la chiesa parrocchiale di Oriano.

## Storia
Le origini della chiesa plebanale non sono note, ma dovette sorgere intorno al V secolo e la presenza è attestata sin dal VIII secolo.
Nel 1087 è riportata come pieve donata al monastero di Pontida, mentre dal 1158 il vescovo Raimondo di Monte Chiaro la pose sotto la protezione della nobile famiglia dei Martinengo. La pieve di Oriano era dotata di giurisdizione sulle chiese di Pedergnaga, Scarpizzolo, Cremezzano, Trignano, Gabiano, Farfengo, Motella, Padernello e forse Cadignano.
Alla metà del XV secolo si iniziò la ricostruzione dell'edificio, che fu consacrato il 25 ottobre 1498. I verbali della visita pastorale del vescovo Domenico Bollani la riportano come "ben tenuta". Risulta che lo stesso Bollani dispose la rimozione di un altare, disposto poco fuori dal tempio, che custodiva una immagine della Vergine assai venerata dagli abitanti.
Agli inizi del XVIII secolo si procedette alla riedificazione della chiesa su disegno dell'architetto Bernardo Fedrighini. Furono nuovamente eretti i cinque altari presenti nella chiesa precedente: l'altare maggiore, quello del Santissimo Sacramento, dell'Immacolata Concezione, del Santo Rosario e di san Carlo Borromeo.
Nel 1862 il precedente organo, opera del Bolognini, fu sostituito con quello attuale, costruito dai Serassi di Bergamo.
Il 29 agosto 1965 la parrocchia di Oriano fu soppressa, insieme a quella di Pedergnaga, ed aggregata alla nuova parrocchia di San Paolo Apostolo.
Negli anni '70, secondo quanto stabilito dal Concilio Vaticano II, furono rimosse le balaustre e fu aggiunta una mensa eucaristica rivolta verso l'aula. Tra il 1987 e il 1988  interventi di restauro conservativo hanno interessato la chiesa, mentre nel 2006 i restauri coinvolsero il campanile.

## Descrizione

### Esterno
La chiesa è a pianta rettangolare, con abside rivolto verso est. Sul lato nord della fabbricato, addossato al presbiterio, si erge il campanile. 
La facciata, a doppio registro sormontato da un frontone triangolare, è scandita da due ordini di lesene composite. Sei lesene inquadrano, al centro dell'ordine inferiore, un portale marmoreo, decorato con un coronamento mistilineo, che permette l'accesso all'aula, e ai lati del portale due nicchie contenenti altrettante statue. Nell'ordine superiore, quattro lesene fiancheggiano il finestrone rettangolare, dotato anch'esso di cornice mistilinea. 
Oltre che dall'apertura in facciata, l'illuminazione naturale degli spazi interni è consentita dalle finestre disposte sui lati lunghi e sul presbiterio.

### Interno
L'interno, a navata unica accompagnata da cappelle laterali, presenta superfici ornate e con dipinti murali e risulta scandito da lesene composite. Un cornicione, leggermente aggettante, percorre il perimetro interno e segna il punto di innesto della volta di copertura dell'aula e del presbiterio. Sul lato destro dell'arco trionfale è visibile l'organo del 1862.
Il presbiterio è decorato con due affreschi risalenti agli anni '30 del Novecento, opere di Vittorio Trainini, raffiguranti rispettivamente La moltiplicazione dei pani a sinistra e La caduta della manna dal cielo a destra.
L'altare del Santissimo Sacramento custodisce un'Ultima cena, opera di Antonio Gandino del 1593, proveniente dal precedente luogo di culto. Nello stesso edificio si trova una Trasfigurazione, opera dello stesso Gandino.